# Coleocephalus
Coleocephalus är ett släkte av plattmaskar. Coleocephalus ingår i familjen Geoplanidae.
Kladogram enligt Catalogue of Life:
| Coleocephalus | \| \| Coleocephalus cucullatus \| \| \| \| \| \| Coleocephalus fuscus \| \| \| \| |
|               | \| \| Coleocephalus cucullatus \| \| \| \| \| \| Coleocephalus fuscus \| \| \| \| |
|               | Arthurdendyus                                                                     |
|               |                                                                                   |
|               | Australopacifica                                                                  |
|               |                                                                                   |
|               | Australoplana                                                                     |
|               |                                                                                   |
|               | Caenoplana                                                                        |
|               |                                                                                   |
|               | Fletchamia                                                                        |
|               |                                                                                   |
|               | Geoplana                                                                          |
|               |                                                                                   |
|               | Kontikia                                                                          |
|               |                                                                                   |
|               | Lenkunya                                                                          |
|               |                                                                                   |
|               | Newzealandia                                                                      |
|               |                                                                                   |
|               | Coleocephalus cucullatus                                                          |
|               |                                                                                   |
|               | Coleocephalus fuscus                                                              |
|               |                                                                                   |

|  | Coleocephalus cucullatus |
|  |                          |
|  | Coleocephalus fuscus     |
|  |                          |